# Edmund Grindal

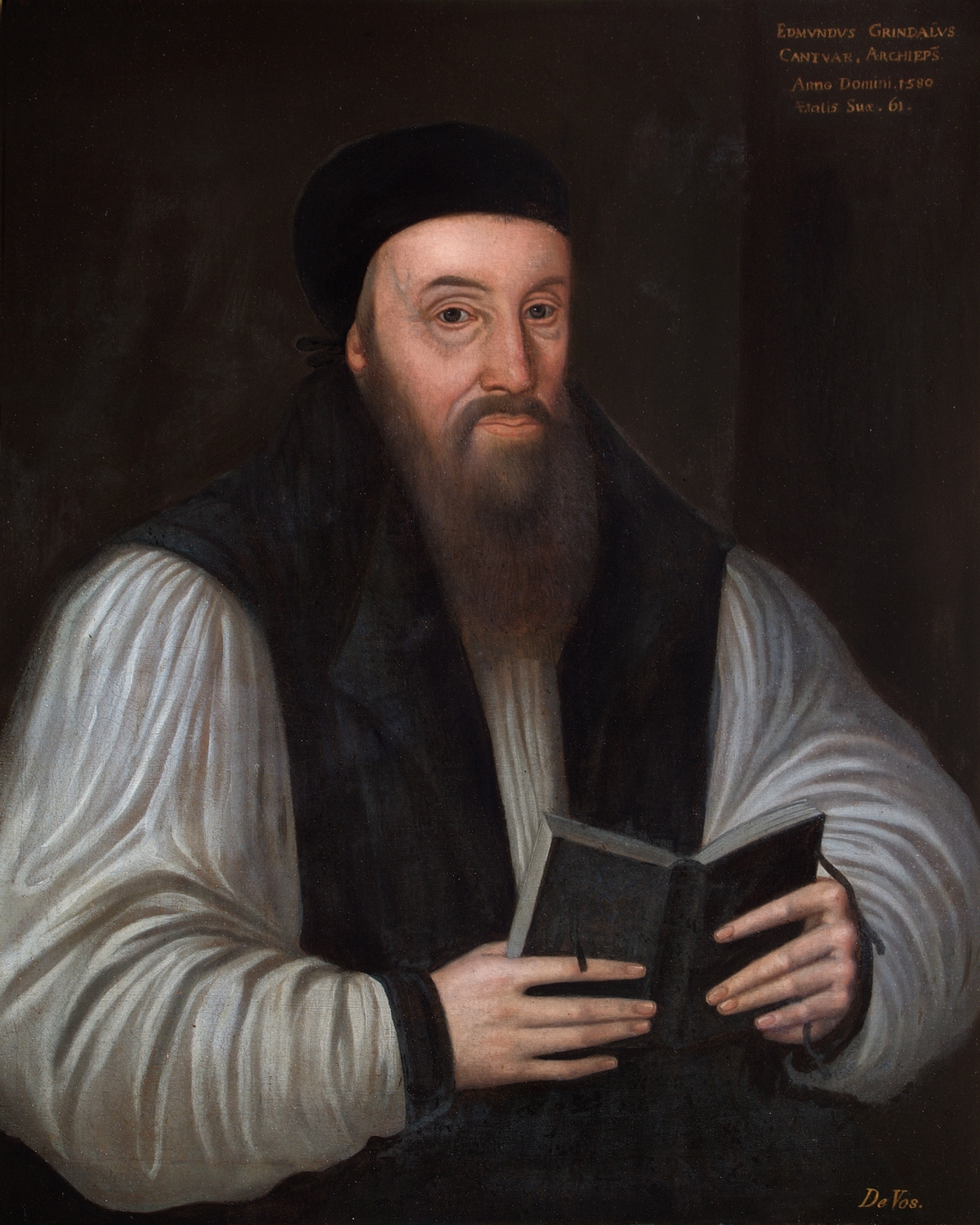
Edmund Grindal

Edmund Grindal (* 1519 in St Bees; † 6. Juli 1583 in London) war Erzbischof von Canterbury, York und London.
Grindal studierte am Magdalene College und am Christ’s College, bis er 1538 ans Pembroke College kam, dort wandte er sich der Reformation zu. 1541 lernte er Martin Bucer kennen, dessen Schüler er wurde. Edward VI. ernannte Grindal 1551 zu seinem Kaplan und zwei Jahre später zum Bischof von London. Nachdem Maria I. Königin wurde, musste Grindal ins Exil gehen. So kam er unter anderem nach Straßburg, Frankfurt und Basel. In dieser Zeit kam Grindal mit Johannes Calvin, John Knox und John Foxe in Kontakt.
Als Maria I. 1558 starb, wurde ihre Halbschwester Elisabeth I. Königin. Sie war protestantisch gesinnt und so konnte Grindal wieder zurück nach England kommen. Dort wurde er wieder zum Bischof von London ernannt, das Amt, was er vor dem Exil innehatte. 1570 wurde Grindal Erzbischof von York und 1575 Erzbischof von Canterbury. Grindal weigerte sich dem Befehl von Elisabeth I. nachzukommen, die in England aufkommenden Exercises zu unterbinden. Zwar wurde Grindal nicht des Amtes enthoben, jedoch aus dem öffentlichen Leben verbannt (Sequestrated).